# Џорџ Стиглер
Џорџ Стиглер(Јануар 17, 1911-Децембар 1, 1991) био је амерички економиста. Нобелову награду за Економску Науку добио је 1982. године. Џорџ је био лидер Економске школе у Чикагу.

## Биографија
Џорџ је рођен у Вашингтону, син Елзе и Јосипа Стиглера. Као дијете је говорио Њемачки језик, због свог Њемачког поријекла. Дипломирао је на Универзитету у Вашингтону 1931. године. Током студирања развио је интересовање за економију и одлучио се за академску каријеру.

## Каријера
Провео је велики дио Другог свјетског рата на Колумбијском Универзитету, обављајући математичка и статистичка истраживања. Радио је на Колумбијском факултету од 1947-1958. Стиглер је најпознатији по развијању економске теорије регулације. Стиглеров најважнији допринос економији објављен је у чланку "Економија информација". Стиглеров закон о тражњи и снадбијевању еластичности:"Све криве тражње су нееластичне и све криве понуде су нееластичне". Стиглер је написао бројне чланке о историји економије.